# Cotinin
Cotinin ist ein in verschiedenen Pflanzen vorkommender Naturstoff und zählt zu den Alkaloiden des Tabaks. Im menschlichen Organismus wird Nicotin zu Cotinin verstoffwechselt. Es dient aufgrund der leichteren analytischen Zugänglichkeit und der langanhaltenden Nachweisbarkeit als Maß für einen stattgefundenen Tabakkonsum.
Das Wort Cotinin ist ein Anagramm von Nicotin.

## Vorkommen

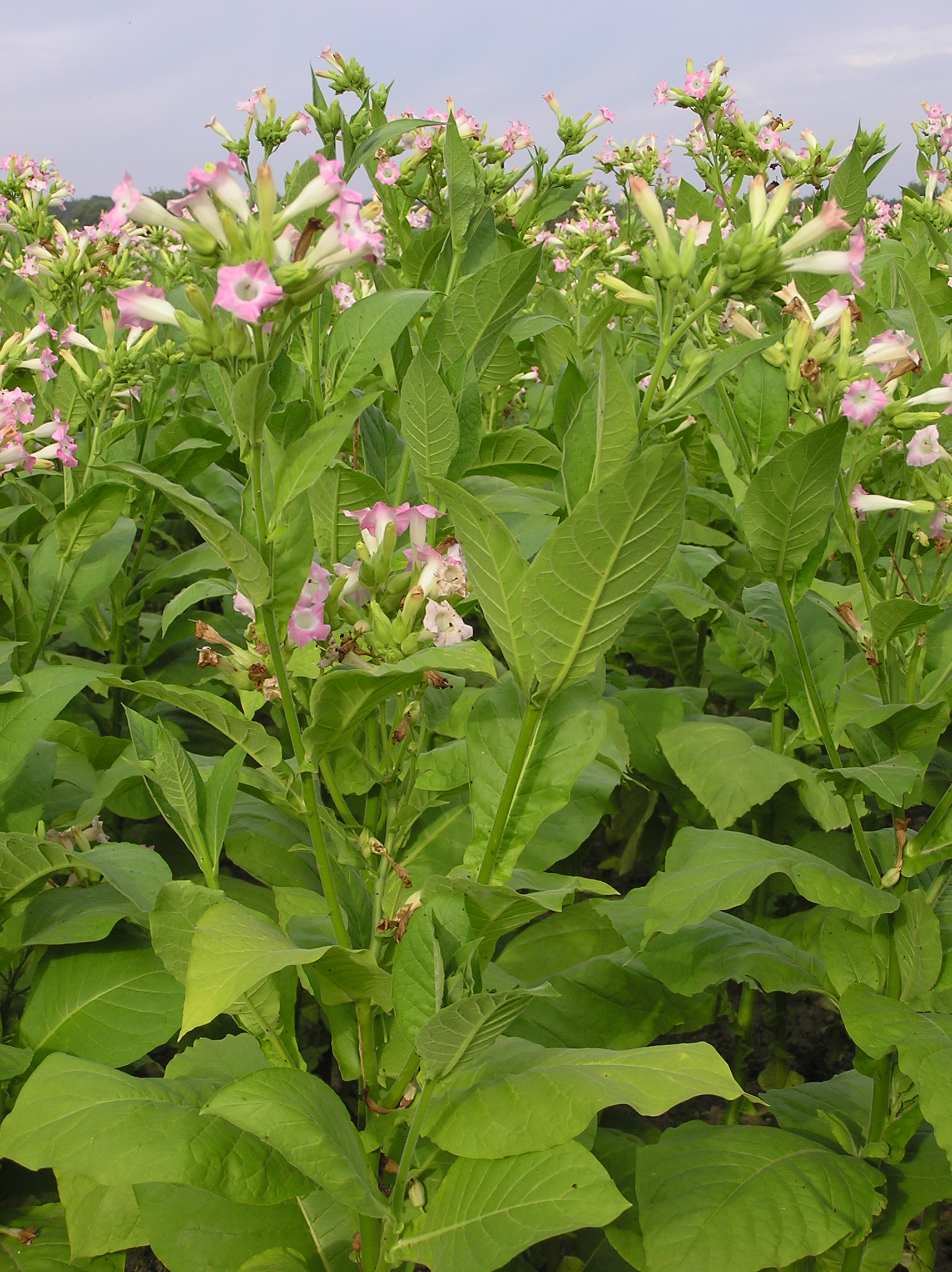
Tabak-Pflanze

Cotinin kommt in Tabakblättern (Nicotiana tabacum) und in Duboisia hopwoodii vor. Ferner entsteht es durch Oxidation von Nicotin und kann im Tabakrauch nachgewiesen werden.
| Tabakerzeugnis  | Cotinin μg/g Tabak |
| --------------- | ------------------ |
| Zigarettentabak | 40–195             |
| Kautabak        | 37–81              |
| Schnupftabak    | 101–304            |

## Stoffwechsel
Cotinin findet sich als Abbauprodukt des Nicotins bei Rauchern und Passivrauchern in Blut, Plasma, Speichel und Urin als N-Glucuronid-Konjugat. Es hat eine Halbwertszeit von 16 bis 22 Stunden. Die Halbwertszeit von Nicotin liegt bei nur etwa 30 Minuten, Cotinin eignet sich daher zur Differenzierung zwischen Aktiv- und Passivrauchen.
Die Bestimmung von Cotinin ist auch in Haaren möglich.
Typische Cotinin-Werte im Plasma liegen bei Rauchern bei 100–300 ng·ml−1 und korrelieren mit der Zahl der täglich gerauchten Zigaretten.

## Marker für Rauchverhalten
Die Bestimmung des Cotinin-Gehalts in Urin oder Blut eignet sich gut als Maßeinheit für den Tabakkonsum und ermöglicht so eine Aussage über das Rauchverhalten. Untersuchungen beweisen, dass sich durch die Höhe der Cotinin-Konzentration Probleme des Säuglings im ersten Jahr deutlich besser voraussagen ließen als durch Angaben der Eltern zum Rauchverhalten in der Schwangerschaft.
Die Cotininkonzentration kann auch Aufschluss darüber geben, wie groß die Menge des inhalierten Rauchs durch Passivrauchen bei Nichtrauchern ist, die dem „Nebenstromrauch“ von Rauchern ausgesetzt werden.
Private Kranken- und Lebensversicherer, die bei der Aufnahme eine ärztliche Untersuchung fordern, nutzen die Haaranalyse, da sich Cotinin so – im Gegensatz zum Nicotin selbst – auch nach drei bis fünf Tagen noch nachweisen lässt.

## Toxikologie
Im Tierexperiment mit Mäusen zeigte Cotinin bei peroraler und intraperitonealer Gabe Schläfrigkeit und gedämpftes Verhalten, bei höheren Dosen starke Aufgeregtheit, und Atemnot. Die ermittelte Toxizität bei Mäusen (LD50) lag zwischen 930 mg·kg−1 (intraperitoneal) und 1.604 mg·kg−1 (oral).

## Analytik
Zur zuverlässigen qualitativen und quantitativen Bestimmung des Cotinins kann nach angemessener Probenvorbereitung die Kopplung der HPLC mit der Massenspektrometrie eingesetzt werden. Auch die Kopplung von Gaschromatographie und Massenspektrometrie eignet sich für die Bestimmung.